# Æ
Æ (gemenform: æ) är en bokstav, ursprungligen en ligatur av A och E som började användas i latinet i samband med en ljudförskjutning 200 f.Kr. Tidigare hade det varit ett i-ljud som stavats "ai". I de danska, norska, isländska och färöiska alfabeten är Æ en bokstav. Bokstaven och det ljud den representerar motsvarar svenskans, tyskans och finskans ”ä” utom i isländskan där det motsvarar ”aj”.
I fornengelskan kallas bokstaven ash. 
Ossetiska använde tidigare Æ tillsammans med latinska bokstäver, men när man gick över till det kyrilliska alfabetet, fortsatte man använda Æ. Därmed är ossetiska det enda skriftspråk som använder en liknande kyrillisk bokstav (Ӕ ӕ).
Under medeltiden användes Æ på fornsvenska och fornengelska. Detta förändrades i samband med boktryckarkonsten. Gustav Vasas bibel var en översättning av den tyska bibeln och var det första tryckta verk som nådde större spridning i Sverige. I den använde man tyska Ä istället för svenska Æ, vilket senare kom att bli normen. I England föll Æ med tiden bort. Den engelska bokstaveringen av Æ, "ash" kommer av namnet Ask på den första bokstaven (ᚫ) i vissa runalfabeten.
På spanska och portugisiska används tecknet æ ibland för att beteckna att man menar både a (femininum) och e (maskulinum), för substantiv i plural. Exempelvis betyder "profesoras" "fröknar" och "profesores" "magistrar", medan "profesoræs" betyder "lärare".
Mediespråksgruppen rekommenderar att Æ och Ø skrivs så i utländska namn i svensk text. Dock bryter Tidningarnas Telegrambyrå (TT) medvetet mot detta och ändrar till Ä och Ö i sina artiklar och rapporter, eftersom en del tidningar inte har tekniskt stöd för Æ och Ø, för att detta är tradition och för att Æ och Ø inte stöds av alla tangentbord.

## Datoranvändning
I Windows med svenskt tangentbord får man gement æ genom att hålla vänster Alt-tangent nere samtidigt som man skriver 145 med siffertangenterna till höger. För versalt Æ skriver man 146. Ställer man in tangentbordet på layouten svensk med samiska språk, får man lättare tillgång till æ genom att trycka på AltGr + ä. Detta fungerar dock inte i alla program; till exempel kan det vara problem att använda den lösningen vid ifyllande av formulär på Internet.
I Mac OS med svensk tangentbord får man gement æ via tangentkombinationen Alt + ä, och versalt Æ genom att även trycka ner Shift. Har man brittisk-engelskt eller amerikanskt tangentbord, är tangentkombinationerna Alt + ' och Alt + ' + Shift.
I Linux, med X Window System, och svensk tangentbordsinställning får man gement æ med tangentkombinationen AltGr + ä, och versalt Æ genom att även hålla ned shifttangenten. Med brittisk-engelskt eller amerikanskt tangentbord är motsvarande tangentkombinationer AltGr + a.
Tecknen Æ och æ finns i den teckenuppsättning som varit standard i Sverige för webbsidor, kallad Latin-1 (som stödjer västeuropeiska och nordeuropeiska språk). Vissa äldre svenska teckenuppsättningar stödjer inte Æ och æ, till exempel de som vissa tidningar har.

### Fotnoter
1. ↑  ”Rekommendationer från Mediespråksgruppen”. TT. Arkiverad från originalet den 24 december 2010. https://web.archive.org/web/20101224162320/http://tt.se/ttsprak/skrivregler/previewPage.aspx?xml=mediegruppen.xml&template=mediegruppen.inc&chapter=0&page=8&.